# Повитьевская Михайло-Архангельская церковь
Михайло-Архангельский храм, Михайловская церковь — упраздненный православный храм в аг. Повитье Кобринского района Брестской области (Белоруссия).

## История
Православный приходской храм в с. Повитье существует издревле. Впервые упоминается в 1629 г., за который уплачивалась контрибуция.
В 1655 г. храм из-за ветхости был перестроен.
В 1782 г. была построена новая деревянная церковь на каменном фундаменте и освящена в честь Архистратига Божия Михаила в память милостей приходскому священнику со стороны польского короля Михаила Вишневецкого.
До 1795 г. приход относился к Холмской епархии. С этого года в результате III-го раздела Речи Посполитой стал относиться к Волынской епархии.
Со средины XVII в. и по 1839 г. находился в унии. В 1839 г. возвращен православным.
В 1885 г. был отремонтирован, построена колокольня. Из-за увеличения населения около Михайловской церкви в 1911 г. был построен деревянный храм в честь Рождества Пресвятой Богородицы (Пречистенский). В скором времени после этого старая церковь была разобрана. В память о прежнем храме на южной стене Пречистенской церкви была установлена икона Архистратига Божия Михаила.

## Настоятели
- Иоанн Филонович (упом. 1672)[3]
- Александр Борковский (1784—1829)
- Симеон Борковский (1829—1850)
  - Авксентий Пашкевич (1850—1853), врио
- Михаил Абрамович (1853—1854)
- Тимофей Юркевич (1854—1870)
- Афанасий Левицкий (24.10.1870-2.10.1895)
- Афанасий Левицкий (13.11.1895-1899)
- Вячеслав Люткевич (1899[4] — 1905)